# Mathias Stumpf
Mathias Stumpf (* 23. April 1986 in Bad Saarow-Pieskow) ist ein ehemaliger deutscher Radsportler, spezialisiert auf den Bahn-Kurzzeitbereich. Er bestritt die Disziplinen Sprint, Teamsprint, Keirin sowie Zeitfahren und war Mitglied der Nationalmannschaft des Bundes Deutscher Radfahrer. Bis zum Mai 2010 hielt Stumpf den deutschen Rekord über 200 Meter fliegend (9,921 s).

## Sportlicher Werdegang
Mathias Stumpf fing im Alter von neun Jahren im Winter 1995 mit Radsport an, zunächst beim RSC Fürstenwalde, dann beim Erkneraner Radsportclub und beim Frankfurter RC 90. Ab 2001 spezialisierte er sich in Frankfurt (Oder) in der Altersklasse U17 auf den Bahn-Kurzzeitbereich.
2002 konnte Stumpf bei den deutschen Meisterschaften Bronze im 500-Meter-Zeitfahren erringen; im Sprint belegte er Platz vier. 2004 gewann er bei den Junioren-Europameisterschaften in Valencia die Silbermedaille im Sprint. Im Jahr 2005 darauf folgte der Aufstieg in den Elite/U23-Bereich sowie der Wechsel von Frankfurt nach Berlin in die Trainingsgruppe von Ex-Weltmeister Emanuel Raasch. Seitdem startete er für den „RSV Werner Otto Berlin“. 2006 musste er wegen Verletzungen pausieren.
2007 belegte Stumpf bei den U23-Europameisterschaften in Cottbus den siebten Platz im Sprint. Im selben Jahr wurde er Siebter bei den deutschen Meisterschaften im Sprint sowie Dritter im Teamsprint (mit Sebastian Döhrer und Michael Spiess). Im Juli 2008 belegte Stumpf bei den U23-Europameisterschaften in Pruszków den fünften Platz im Sprint.
Im darauf folgenden Winter debütierte Stumpf im deutschen Weltcup-Team. Beim ersten Lauf des Weltcup 2008/09 in Manchester gewann Stumpf mit Sebastian Döhrer und René Enders die Bronzemedaille im Teamsprint und wurde Achter im Sprint. Beim vierten Lauf des Weltcup in Peking im Januar 2009 wurde er mit Döhrer und Maximilian Levy ebenfalls Dritter im Team Sprint sowie Siebter im 1000-Meter-Zeitfahren. Im Mai 2009 stellte er in Moskau im Rahmen des Europacups in 9,921 Sekunden einen neuen deutschen Rekord über 200 Meter auf und verbesserte die alte Bestmarke von Stefan Nimke aus dem Winter 2007 an gleicher Stelle um zwei Tausendstel Sekunden. Stumpf konnte außerdem die Gesamtwertung des Europacups 2009 gewinnen.
Bei den deutschen Meisterschaften 2009 in Erfurt wurde Stumpf im Viertelfinale nach zwei Regelverstößen gegen Stefan Nimke disqualifiziert. Im Teamsprint sicherte er sich mit Enders und Michael Seidenbecher die Bronzemedaille.
2010 legte Mathias Stumpf eine Wettkampfpause ein, nachdem bei ihm Pfeiffersches Drüsenfieber diagnostiziert worden war. Im Sommer 2011 beendete er seine sportliche Laufbahn, nachdem er bei den Southern Games auf Trinidad und Tobago das Straßenrennen gewonnen hatte.

## Privates / Beruf
Stumpf war Angehöriger des Bundespolizei Leistungssportprojektes. Er absolvierte ab September 2004 die polizeitechnische Ausbildung in Cottbus und legte im Februar 2008 die Laufbahnprüfung zum Polizeimeister ab.